# Ladislav Vrba
Ladislav Vrba (* 8. června 1941) byl slovenský a československý politik za Stranu slobody a poslanec Sněmovny lidu Federálního shromáždění.

## Biografie
Profesně je k roku 1989 uváděn jako referent MTZ JRD, bytem Letničie.
V lednu 1990 nastoupil jako poslanec za Stranu slobody v rámci procesu kooptací do Federálního shromáždění po sametové revoluci do Sněmovny lidu (volební obvod č. 145 – Sereď, Západoslovenský kraj). Ve federálním parlamentu setrval do konce volebního období, tedy do voleb roku 1990.